# CAN I SING?
『CAN I SING?』（キャン・アイ・シング）は、日本のギタリストである高中正義が1983年10月5日にリリースした10枚目のオリジナルアルバムである。

## 解説
キャッチコピーは「ここは何処ですか?キャプテンT!!」。
前作『SAUDADE』から約1年ぶりとなるオリジナルアルバムで、ミュージックシーケンサーによる打ち込みを多用した楽曲の制作を行った最初のアルバムである。
バックミュージシャンに、鳥山雄司やカシオペアの鳴瀬喜博、四人囃子の岡井大二などが参加している。

## 収録曲

### A面
| 全作曲・編曲: 高中正義。 |                                 |                   |            |      |
| #                        | タイトル                        | 作詞              | 作曲・編曲 | 時間 |
| 1.                       | 「TOKYO...SINGIN' IN THE CITY」 | Diane Silverthorn | 高中正義   | 3:19 |
| 2.                       | 「我ら星の子」                  |                   | 高中正義   | 3:39 |
| 3.                       | 「SAIL ON FIRE」                | Chris Mosdell     | 高中正義   | 4:24 |
| 4.                       | 「STRAIGHT FROM YOUR HEART」    | Chris Mosdell     | 高中正義   | 3:42 |
| 5.                       | 「JUMPING TAKE OFF」            |                   | 高中正義   | 4:16 |
| 合計時間:                | 合計時間:                       | 合計時間:         | 19:20      |      |

### B面
| 全作曲・編曲: 高中正義。 |                             |                   |            |      |
| #                        | タイトル                    | 作詞              | 作曲・編曲 | 時間 |
| 1.                       | 「SANTIGO BAY RENDEZ-VOUS」 | Diane Silverthorn | 高中正義   | 4:26 |
| 2.                       | 「FUNK'N'ROLL TRAIN」       |                   | 高中正義   | 2:53 |
| 3.                       | 「CRY BABY CRY」            |                   | 高中正義   | 4:19 |
| 4.                       | 「NOON」                    | 来生えつこ        | 高中正義   | 3:07 |
| 5.                       | 「CAN I SING...FOR YOU」    |                   | 高中正義   | 4:36 |
| 合計時間:                | 合計時間:                   | 合計時間:         | 19:21      |      |

## 楽曲解説

### A面
1. TOKYO...SINGIN' IN THE CITY
2. 我ら星の子
3. SAIL ON FIRE
4. STRAIGHT FROM YOUR HEART
5. JUMPING TAKE OFF
  - 先行シングル。ノンクレジットだが、アルバムバージョンである。
  - 北大路欣也が出演したマツダ『新型ファミリアターボ』のCMソングに起用された。

### B面
1. SANTIGO BAY RENDEZ-VOUS
2. FUNK'N'ROLL TRAIN
  - TBS『アッコにおまかせ!』のオープニングテーマに1985年10月から1986年3月まで起用された。
3. CRY BABY CRY
4. NOON
  - 作詞を来生えつこ、ボーカルを来生たかお兄弟が務めた。
5. CAN I SING...FOR YOU
  - 「JUMPING TAKE OFF」同様、北大路欣也が出演したマツダ『ファミリア』のCMソングに起用された。

## 参加ミュージシャン
| TOKYO...SINGIN' IN THE CITY - Rhythm Guitar：鳥山雄司 - Keyboards：森村献 - Bass：美久月千晴 - Add. Keyboards：川島裕二 other Instruments by 高中正義 我ら星の子 - Rhythm Guitar：鳥山雄司 - Keyboards：森村献 - Bass：高橋ゲタ夫 - Add. Keyboards：川島裕二 - Aria：伊集加代子 Sound Effect flom NASA other Instruments by 高中正義 SAIL ON FIRE - Rhythm Guitar：鳥山雄司 - Keyboards：森村献 - Bass：鳴瀬喜博 - Chorus：EVE - Drums：宮崎まさひろ other Instruments by 高中正義 STRAIGHT FROM YOUR HEART - Rhythm Guitar：鳥山雄司 - Keyboards：森村献 - Bass：中村裕二 - Drums：宮崎まさひろ - Chorus：EVE - Strings：KATO GROUP other Instruments by 高中正義 Strings Arranged by 高中正義 JUMPING TAKE OFF - Rhythm Guitar：鳥山雄司 - Keyboards：森村献 - Drums：岡井大二 other Instruments by 高中正義 | SANTIGO BAY RENDEZ-VOUS - Rhythm Guitar：鳥山雄司 - Keyboards：森村献 - Add. Keyboards：川島裕二 - Bass：中村裕二 other Instruments by 高中正義 FUNK'N'ROLL TRAIN - Rhythm Guitar：鳥山雄司 - Bass：美久月千晴 - Keyboards：森村献 - Drums：宮崎まさひろ - Add. Keyboards：川島裕二 other Instruments by 高中正義 Hone Arranged by 森村献 CRY BABY CRY - Rhythm Guitar：鳥山雄司 - Bass：美久月千晴 - Add. Keyboards：川島裕二 other Instruments by 高中正義 NOON - Rhythm Guitar：鳥山雄司 - Keyboards：森村献 - Bass：美久月千晴 - Drums：宮崎まさひろ - Vocal：来生たかお other Instruments by 高中正義 CAN I SING...FOR YOU - Rhythm Guitar：鳥山雄司 - Keyboards：森村献 - Bass：美久月千晴 - Drums：宮崎まさひろ - Strings：OHNO GROUP other Instruments by 高中正義 Strings Arranged by 森村献 |